# Larry Rucchin
Lawrence „Larry“ Rucchin (* 12. Mai 1967 in Thunder Bay, Ontario; † 20. Juni 2002 in Hamilton, Ontario) war ein italo-kanadischer Eishockeyspieler, der in seiner aktiven Zeit von 1988 bis 2002 unter anderem für die Düsseldorfer EG und Berlin Capitals in der Deutschen Eishockey Liga gespielt hat. Sein Bruder Steve war ebenfalls ein professioneller Eishockeyspieler.

## Karriere
Larry Rucchin begann seine Karriere als Eishockeyspieler in der Mannschaft der Wilfrid Laurier University, für die er von 1988 bis 1992 aktiv war und mit der er 1989 und 1990 jeweils die Meisterschaft der OUAA gewann. Anschließend erhielt der Verteidiger einen Vertrag beim HC Devils Milano aus der italienischen Serie A1, für den er in den folgenden drei Jahren auf dem Eis stand. Dort bildete er zeitweise mit Michael De Angelis, der ebenfalls italienischer Nationalspieler war, ein Verteidigerpaar. Mit den Lombarden gewann er dabei 1993 und 1994 jeweils die nationale Meisterschaft. Für die Saison 1997/98 erhielt er einen Vertrag bei der Düsseldorfer EG aus der Deutschen Eishockey Liga, die er jedoch nach nur einem Jahr bereits wieder verließ, als diese sich aus finanziellen Gründen aus der DEL zurückziehen mussten.
Von 1998 bis 2000 spielte Rucchin für die Berlin Capitals in der DEL. Als bei ihm Krebs diagnostiziert wurde, musste er mit dem Eishockey pausieren, lief in der Saison 2001/02 jedoch noch einmal für das Amateurteam der Dundas Real McCoy’s in der Ontario Hockey Association auf. Am 20. Juni 2002 starb er im Alter von 35 Jahren nach langer Krankheit in seiner Heimat Ontario.

### International
Für Italien nahm Rucchin an den Weltmeisterschaften 1997, 1998, 1999 und 2001, sowie den Olympischen Winterspielen 1998 in Nagano teil.

## Erfolge und Auszeichnungen
- 1989 OUAA-Meisterschaft mit der Wilfrid Laurier University
- 1990 OUAA-Meisterschaft mit der Wilfrid Laurier University
- 1993 Italienischer Meister mit dem HC Devils Milano
- 1994 Italienischer Meister mit dem HC Devils Milano